# مسجد جامع زاوشت
مسجد جامع زاوشت مربوط به دوران‌های تاریخی پس از اسلام است و در شهرستان بناب، بخش مرکزی، روستای گزاوشت واقع شده و این اثر در تاریخ ۲۵ اسفند ۱۳۷۹ با شمارهٔ ثبت ۳۰۹۴ به‌عنوان یکی از آثار ملی ایران به ثبت رسیده است.